# Dąbrowa Leśna
Dąbrowa Leśna − osiedle, przed 1990 w gminie Łomianki, od 1989 część Łomianek jako Łomianki-Dąbrowa, na południu Łomianek, na skraju Kampinoskiego Parku Narodowego.
Do 1988 Dąbrowa Leśna stanowiła sołectwo w granicach wsi Dąbrowa. 1 stycznia 1989 weszła w skład nowo utworzonego miasta Łomianki.
Według stanu na dzień 3 kwietnia 2013 r. osiedle ma powierzchnię 235,5 ha i 2469 mieszkańców.

## Granice osiedla
Granice osiedla wyznaczają obszar ograniczony:
- od zachodu granicą osiedla Dąbrowa Zachodnia wzdłuż ulicy Wiślanej z wyłączeniem nieruchomości po obu jej stronach i nieruchomości przy ul. Magnolii i dalej osią ul. Wiślanej do ul. Kolejowej,
- od północy osią ul. Kolejowej i Stary Tor,
- od wschodu granicą miasta stołecznego Warszawa biegnącą wzdłuż drogi gruntowej biegnącą wzdłuż przedłużenia ulicy Brukowej,
- od południa granica gminy Izabelin wzdłuż ulic Kampinoskiej i Łuże.

## Ważne miejsca
- Kościół pw. św. Marka Ewangelisty,
- Filia Urzędu Pocztowego nr 1,
- Przedszkole Samorządowe,
- Ogródek Jordanowski i Orlik 2012

## Ulice osiedla
| - Wiślana - Kolejowa - Dolna - Piaskowa - Sosnowa - Kamienista - Żwirowa - Wydmowa - Górna - Grzybowa - Jodłowa - Wyboista - Równa - Brukowa - Śliska | - Asfaltowa - Szeroka - gen. Wojciecha Borzobochatego - Wąska - Al. Lipowa - Osikowa - Długa - Magnolii - Leśnych Dębów - Pionierów - Sezamkowa - Konwaliowa - Macieja Rataja - Ludowa - Kalinowa | - Kwiatowa - Graniczna - Akacjowa - Słoneczna - Partyzantów - Młocińska - Żywiczna - Łyżwiarska - Narciarska - Kampinoska - Sportowa - Wesoła - Świerkowa - Pancerz - Zachodnia |

## Historia

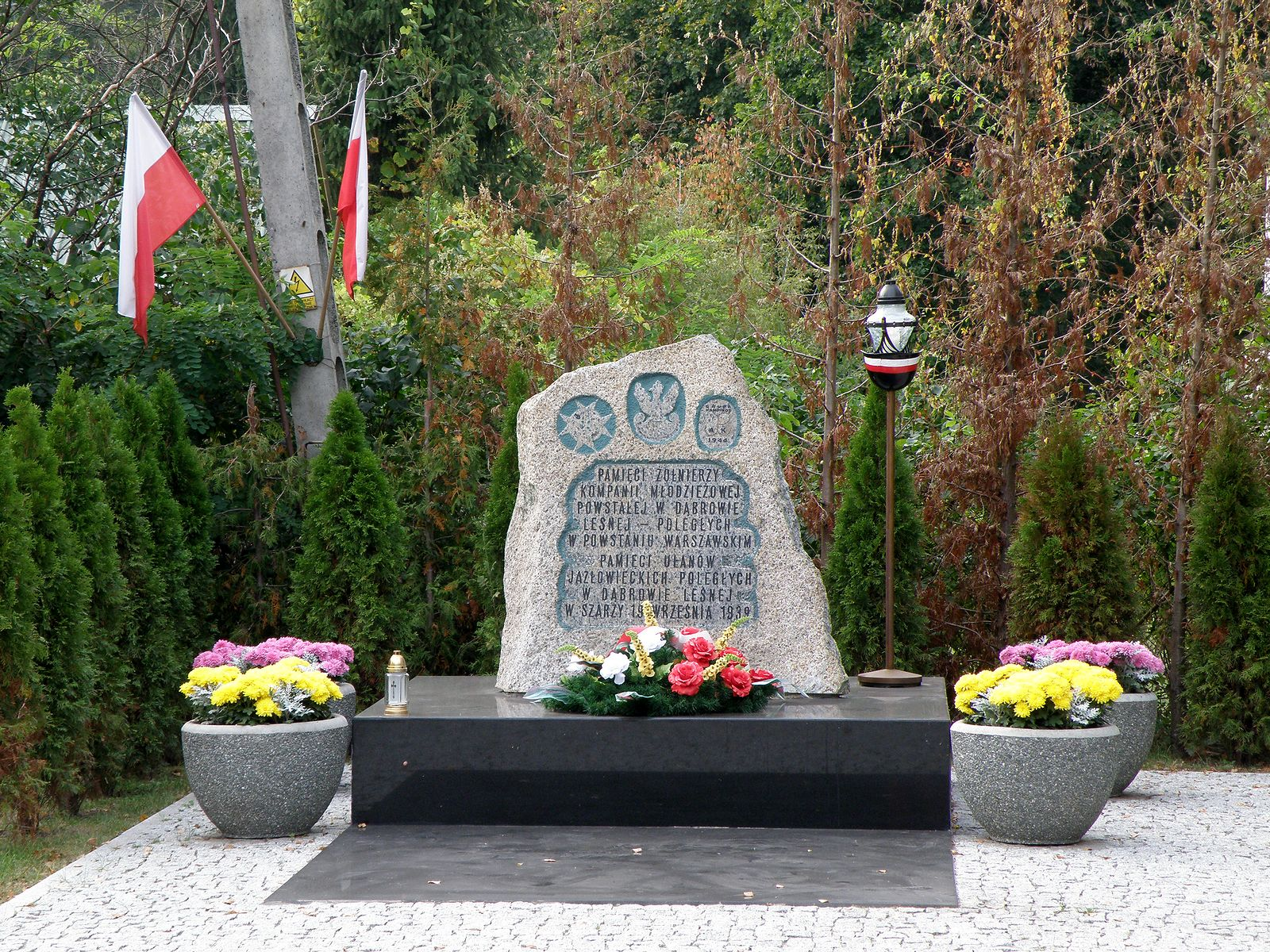
Pomnik w Łomiankach-Dąbrowie Leśnej upamiętniający szarżę pod Wólką Węglową w 1939, kompanię młodziezową i uczestników powstania warszawskiego

Dąbrowa została założona w latach 20. XX wieku jako osiedle podmiejskie, nawiązujące do idei miasta-ogrodu. Rozwojowi osiedla sprzyjało powstanie i otwarcie w 1929 kolei Warszawa – Młociny – Palmiry. W sierpniu 1930 r. mierniczy przysięgły Eugeniusz Biedrzycki sporządził plan parcelacji osiedla Dąbrowa Leśna, jednak do 1935 roku sprzedano około 25% parceli. Do roku 1938 niemal wszystkie parcele znalazły nabywców, lecz do wojny na 198 parcelach zdołano wybudować jedynie 44 budynki, włączając w to tzw. „letniaki” nieprzystosowane do całorocznego zamieszkania (m.in. 5 budynków projektu inż. Zdzisława Celarskiego, np. dom własny przy ul. Pionierów 34).
19 września 1939 pomiędzy Dąbrową Leśną a Wólką Węglową miała miejsce Bitwa pod Wólką Węglową. 1 sierpnia 1944 w Dąbrowie odbywa się koncentracja oddziałów Zgrupowania AK Kampinos przed wypadami na lotnisko Młociny. Dalszy rozkwit miejscowości po II wojnie światowej – powstają nowe domy, podobnie jak w Łomiankach związane z drobnym rzemiosłem i produkcją ogrodniczą. 9 czerwca 1995 roku ustanowiona została tu rzymskokatolicka parafia pod wezwaniem Świętego Marka Ewangelisty w Łomiankach-Dąbrowie Leśnej z siedzibą przy ul. Żywicznej, po zabiegach trwających od 1992 roku.

## Warto zobaczyć

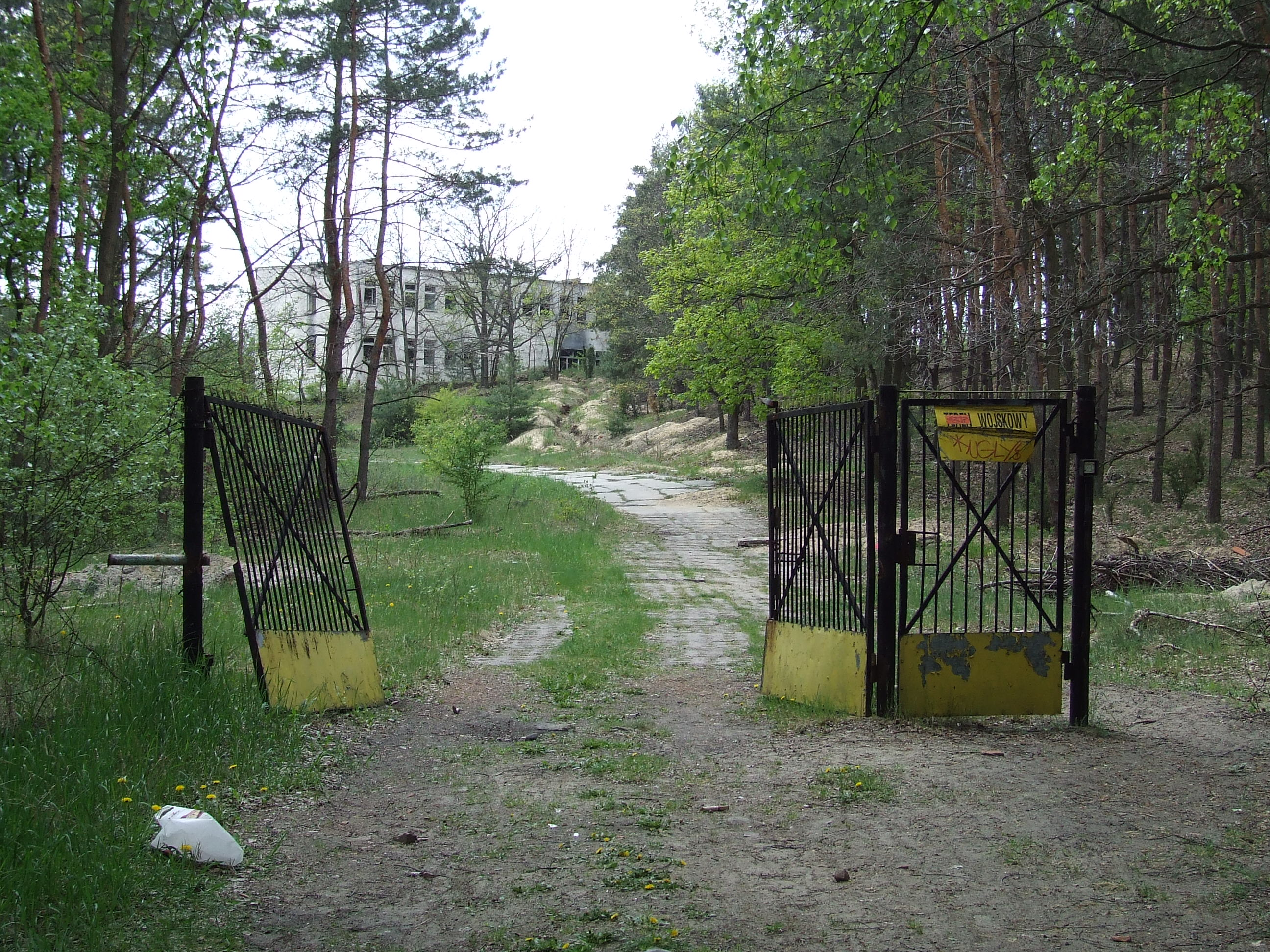
Brama do kompleksu 7215 na Dąbrowie

- willa drewniana z ogrodem, ul. Pionierów 22, 1927; nr rej.: 1227 z 2.05.1983
- pomnik dla uczczenia pamięci żołnierzy Kompanii Młodzieżowej, poległych w Powstaniu Warszawskim, oraz Ułanów Jazłowieckich, poległych w 1939 roku w Dąbrowie Leśnej, ul. Partyzantów
- zabytkowa aleja lipowa, Al. Lip
- zabytkowa aleja dębowa, ul. Partyzantów
- Atomowa Kwatera Dowodzenia

## Szlaki turystyczne
- szlaki piesze:
  -  Południowy Szlak Leśny (Kampinos – Granica – Żelazowa Wola) 56,1 km
  -  Podwarszawski Szlak Pamięci (Laski – Wólka Węglowa) 11,7 km
- szlaki rowerowe:
  -  Kampinoski Szlak Rowerowy (wokół KPN) 144,5 km
  -  szlak łącznikowy do Lasu Młocińskiego
  -  Szlak Wisły (z Powsina przez Powiśle).